# Nabilah Ratna Ayu Azalia
Nabilah Ratna Ayu Azalia, née le 11 novembre 1999 à Jakarta, est une chanteuse et actrice indonésienne, ancienne membre du groupe JKT48 de 2011 à 2017,.

## Filmographie sélective

### Cinéma
- 2014 : Nabilah dans Viva JKT48 (id) de Awi Suryadi
- 2015 : Mia Clark dans Sunshine Becomes You (id) de Rocky Soraya[3]
- 2019 : Nadia dans Mata Batin 2 (id) de Rocky Soraya

## Discographie

### Avec JKT48
- Heavy Rotation (album JKT48) (id) (2013)
- Mahagita (id) (2016)
- JKT48 Festival Greatest Hits (id) (2017)